# Пошуки (телесеріал)
«Пошуки» (англ. Found) — американський процедурний драматичний телесеріал, створений Нкечі Окоро Керроллом, прем’єра якого відбулася на NBC 3 жовтня 2023 року. Серіал присвячений спеціалісту зі зв’язків з громадськістю та менеджеру з кризових ситуацій Габі Мозлі та її команді колег, які працюють над пошуком зниклих людей, яких ігнорували. або забуті правоохоронними органами та головними ЗМІ. Виробництвом серіалу займаються Berlanti Productions і Rock My Soul Productions у співпраці з Warner Bros. Television Studios.
У листопаді 2023 року серіал було продовжено на другий сезон, прем’єра якого відбулася 3 жовтня 2024 року. 9 травня 2025 року телесеріал було закрито після двох сезонів.

## Сюжет
Габріель «Габі» Мозелі, фахівець зі зв’язків з громадськістю та антикризовий менеджер, працює разом зі своєю командою партнерів, щоб знайти зниклих людей, яких система не помітила. Її команда експертів складається з тих, хто сам був викрадений або має когось із близьких. Будучи дівчинкою-підлітком, сама стала жертвою викрадення, Габі пізніше таємно викрадає чоловіка, який викрав її, Г’ю «Сера» Еванса, як помсту, і тримає його під замком у своєму підвалі. Габі використовує знання Сера як викрадача та злочинця, щоб допомогти їй розкрити справи.

## Список сезонів
| Сезон | Епізоди | Епізоди | Оригінальний показ | Оригінальний показ |
| Сезон | Епізоди | Епізоди | Перший показ       | Останній показ     |
| ----- | ------- | ------- | ------------------ | ------------------ |
| 1     | 13      | 13      | 3 жовтня 2023      | 16 січня 2024      |
| 2     | 22      | 22      | 3 жовтня 2024      | 15 травня 2025     |

## Виробництво

### Розробка
23 серпня 2019 року було оголошено, що ABC взяла участь у пілотному запуску драми Found від Warner Bros. Television і Berlanti Productions. У січні 2022 року було оголошено, що NBC надала пілотне замовлення виробничій компанії Rock My Soul Productions. Пізніше у квітні 2022 року було оголошено, що режисером пілотного фільму стане Деман Девіс. 20 липня 2022 року було оголошено, що NBC офіційно замовила серіал. Грег Берланті виступає виконавчим продюсером.

### Кастинг
2 березня 2022 року було оголошено, що Шанола Гемптон зіграє головну роль у пілоті в ролі Габі Мозелі. 29 квітня 2022 року було оголошено, що Марк-Пол Госселар приєднався до акторського складу в ролі Г'ю Еванса. 18 травня 2022 року до акторського складу приєдналася Келлі Вільямс. 20 липня 2022 року, разом із замовленням серіалу, було оголошено, що Арлен Ескарпета, Бретт Далтон, Габріель Волш і Каран Оберой — усі актори. 29 березня 2024 року Діонн Гіпсон була обрана повторювана роль у другому сезоні. 15 травня 2024 року Майкл Кессіді приєднався до акторського складу в постійній якості для другого сезону. 14 червня 2024 року Даніель Савре була обрана на повторювану роль у другому сезоні.

### Зйомки
Після того як серіал було призначено для серіалу, зйомки решти першого сезону почалися в жовтні 2022 року і завершилися в березні 2023 року. Перший сезон серіалу було знято в Атланті, штат Джорджія, і складається з 13 епізодів. Зйомки другого сезону стартували на початку березня 2024 року.